# ノイウルム
ノイウルム（Neu-Ulm）はドイツ・バイエルン州の都市。人口54,314人（2011年）。ドナウ川をはさんでウルム（バーデン＝ヴュルテンベルク州）の東に隣接する。シュヴァーベン行政管区ノイ=ウルム郡の郡庁所在地。

## 歴史
元はウルムの一部であった。1810年にドナウ川の右岸がヴュルテンベルク王国からバイエルン王国に移管されたため、ウルムと切り離された。当時は小村に過ぎなかったが、数年後にノイウルム（新ウルム）と呼ばれるようになった。ナポレオン戦争後にドイツ連邦が成立するとノイウルムに連邦要塞が造られ、これをきっかけに軍事都市として発展し、1869年には市となった。第一次世界大戦まで軍事基地が置かれ、第二次世界大戦後にもアメリカ軍が駐留した。

## 出身者
- エドウィン・ジャクソン - 野球選手
- アンナ・プロハスカ - 歌手